# Сиина, Го
Масару Сиина (яп. 椎名 豪 Сийна Масару, англ. Masaru Shiina, родился 16 мая 1974, Иокогама, Япония) — композитор и аранжировщик, работающий под псевдонимом Го Сиина. Прославился после написания музыки к консольной компьютерной игре 2005 года Tales of Legendia («Сказания Легендии»). Известен как композитор популярного аниме «Истребитель демонов».

## Биография

### Ранние годы
Сиина родился 16 мая 1974 года в японском городе Иокогаме и учился в средней школе Доккё. Он музыкант-самоучка: с детства брал уроки электронного органа у родителей. Мальчик не посещал музыкальную школу, но играл в группе, работающей в стиле J-pop.
Поиски призвания заставили японца пробовать себя на разных поприщах: он пытался устроиться на работу в десятки фирм, но везде получал отказ. Молодой человек обошёл финансовые и ювелирную компании, ресторан быстрого питания и не был принят на работу. В 1997 году Сиина обратился в фирму, производящую видеоигры, Namco (позже переименованную в Bandai Namco Games), и эта попытка оказалась успешной. С ним заключили контракт.

### Карьера
Первым заказом композитора была музыка для головоломки Mr. Driller G. Аркадные проекты отличались резкими звуковыми треками, так что творчество напоминало компьютерное программирование. Но свобода, предоставленная новичку, доступ к музыкальным инструментам позволили справиться с трудностями.
Получив контракт на написание музыки для консольной игры Tales of Legendia, Сиина старался подражать предшественнику, композитору Мотои Сакурабе, но постепенно выработал свой стиль, который понравился работодателям. Благодаря совместным усилиям команды разработчиков видеоигра стала хитом.
Следующими работами для компании стали саундтреки к сериям игр God Eater, Ace Combat, Tales of Fandom Vol.2. Параллельно Сиина работал над музыкой к аниме и фильмам, аранжировками для музыкальных групп. В начале осени 2017 года он уволился из Bandai Namco Games, став их внештатным автором и фрилансером.
В апреле 2019 в Японии адаптировали популярную мангу «Истребитель демонов» (Kimetsu no Yaiba). Музыку для эпизодов всех сезонов написал Го Сиина — включая финальный, «Деревня кузнецов». За это аниме композитор удостоен премии Crunchyroll Anime Awards 2022 года.

## Музыкальный стиль
Го Сиина говорит, что способен написать музыку любого жанра, главное — мотивация. Он выделяет два вида композиций: те, которые представляют собой отдельные музыкальные произведения, и те, что «работают» только в видеоигре, вкупе с остальными. При написании треков композитор напевает их вслух, чтобы понять, как они звучат.
Творчество Сиины отличают необычные аранжировки и драматичное звучание. Он смешивает музыкальные стили, используя оркестровый фьюжн, джаз, рок. Использует аудиофильтры, «живые» струнные секции, слэпы на бас-гитаре. В его работах можно услышать африканские ритмы, японскую традиционную музыку, индийские ситары.
О признании творчества японца свидетельствует факт: в честь него в мае 2021-го назвали астероид 119846 Госиина, открытый американцем Роем А. Такером в 2002 году.

## Награды и номинации
| Год  | Награда                                                                                   | Номинация                                                                    | Результат   |
| ---- | ----------------------------------------------------------------------------------------- | ---------------------------------------------------------------------------- | ----------- |
| 2021 | 5-я премия Crunchyroll Anime Awards                                                       | За музыку к аниме «Истребитель демонов», вместе с композитором Юки Кадзиурой | Номинирован |
| 2021 | 6-я премия Crunchyroll Anime Awards                                                       | За музыку к аниме «Истребитель демонов», вместе с композитором Юки Кадзиурой | Победа      |
| 2022 | Награда Токийского фестиваля аниме-фильмов 2022 года в категории «Звук/Музыка/Исполнение» | За музыку к аниме «Истребитель демонов», вместе с композитором Юки Кадзиурой | Победа      |

## Работы

### Видеоигры
- Hammer Champ (1998)
- World Stadium 98 EX (1998)
- Ace Combat 3: Electrosphere (1998)
- Quick & Crash (1998)
- Mr. Driller (1999)
- Mr. Driller 2 (2000)
- Klonoa 2: Lunatea's Veil (2001) — совместно с Кангако Какино, Ирико Имурой, Кадзуро Кадзимой
- Mr. Driller G (2001)
- Taiko no Tatsujin 3 (2002)
- Mr. Driller: Drill Land (2002)
- MotoGP 3 (2003)
- Taiko no Tatsujin: Appare Sandaime (2003) — «MEKADON~Uchuu ni Kieta Meka Taiko»
- The Idolmaster (2005)
- Tales of Legendia (2005)
- Tekken: Dark Resurrection (2005) — совместно с другими композиторами
- Tales of the World: Radiant Mythology (2006) — совместно с Мотои Сакурабой и Такудой Ясудой
- Pro Baseball Nechu Star 2006 (2006) — заглавная тема
- Kyou Kara Maoh! — Hajimari no Tabi (2006)
- Tales of Fandom Vol.2 (2007) — заглавная и финальная тема
- Tekken 6 (2007)
- Taiko no Tatsujin 11 (2008)
- Mr. Driller Online (2008)
- Tales of the World: Radiant Mythology 2 (2009)
- Tales of VS. (2009) — совместно с Матои Сакурабой
- The Idolmaster Dearly Stars (2009)
- God Eater (2010)
- Ace Combat: Joint Assault (2010)
- Gods Eater Burst (2010)
- Tales of the World: Radiant Mythology 3 (2011) — совместно с Мотои Сакурабой, Такуей Ясудой, Котой Накасимой и Кадзухиро Накамудой
- Tekken Tag Tournament 2 (2011)
- Ace Combat 3D: Assault Horizon Legacy (2012)
- Tales of the Heroes: Twin Brave (2012) — совместно с Мотои Сакурабой
- Tales of the World: Tactics Union (2012)
- God Eater 2 (2013)
- Golden Time: Vivid Memories (2014)
- The Idolmaster One For All (2014
- Tales of the World: Reve Unitia (2014)
- God Eater 2: Rage Burst (2015)
- Tales of Zestiria (2015) — совместно с Мотои Сакурабой
- God Eater Resurrection (2015)
- Tales of the Rays (2017) — совместно с Мотои Сакурабой
- Tekken 7: Fated Retribution (2017)
- LayereD Stories 0 (2017)
- The Idolmaster Stella Stage (2017) — «Blooming Star»
- God Eater Resonant Ops (2018)[6]
- God Eater 3 (2018)[7]
- Sound Voltex Vivid Wave (2019) — «Unkai»
- Yume Utsutsu Re:Master (2019) — «Natsukashi Machi»
- Code Vein (2019)
- Various Daylife (2019)[7]
- Arknights (2020) — «Tower Fierce»
- 9-nine- Shinshou (2021) — «InFINITE Line»
- Tales of Luminaria (2022)
- Harvestella (2022)[8]
- Sin Chronicle (2023) — «Kenshi»

### Аниме
- The Idolmaster (2011) — «Happy Christmas»
- Sakura no Ondo (2011)
- GYO: Tokyo Fish Attack (2012)
- Kyousogiga (2013)
- Majokko Shimai no Yoyo to Nene (2013)
- THE IDOLM@STER MOVIE: Kagayaki no Mukōgawa e! (2014)
- In Search of the Lost Future (2014) — аранжировка с Томоки Кикуей и Акито Мацудой
- Tales of Zestiria: Dōshi no Yoake (2014) — совместно с Мотои Сакурабой
- God Eater (2015)
- Dimention W (2016) — совместно с Ёсиаки Фудзисавой
- Tales of Zestiria the X (2016—2017) — совместно с Мотои Сакурабой
- Juuni Taisen: ZOdiac War (2017)
- LayereD Stories 0 (2017)
- Fate/Grand Order x Himuro no Tenchi (2017)
- Today’s Menu for Emiya Family (2018)
- «Истребитель демонов» (2019-н. в.) — совместно с Юки Кадзиурой[9]
- «Истребитель демонов: Поезд „Бесконечный“» (2020) — совместно с Юки Кадзиурой[10]
- Eien no 831 (2022)[11]
- Hikikomari Kyūketsuki no Monmon (2023)